# 第三帝国的语言

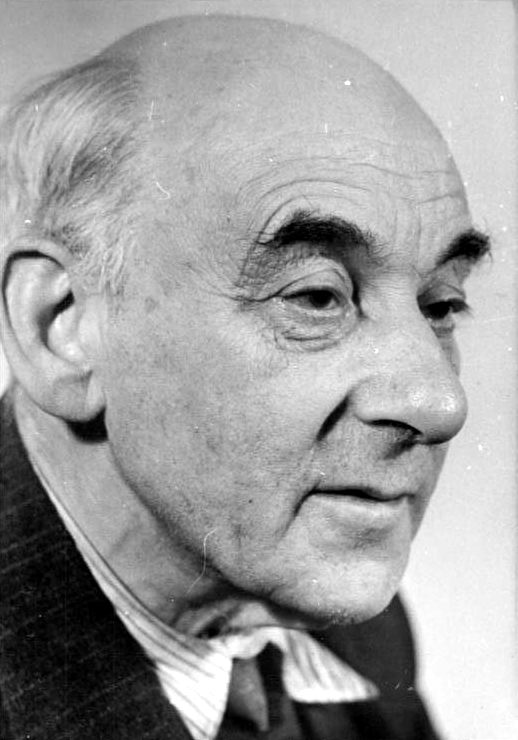
维克多·克伦佩勒

第三帝国的语言（LTI – Lingua Tertii Imperii: Notizbuch eines Philologen ）是德累斯顿工业大学文学教授维克多·克伦佩勒的一本著作。該書的標題一半是拉丁文，一半是德文 。

## 内容
作者在第三帝国的语言中提到纳粹德國當局通過改變舊有德語詞彙的用法來向人们灌输纳粹主义意識形態。这本书是作者於1945年至1946年根據自己過往的日記而寫成的。第三帝国的语言於1947年在德国首次出版。

## 外部鏈接
- Nazi Language and Terminology （页面存档备份，存于） at United States Holocaust Memorial Museum
- Index to the LTI (German)
- Selections from LTI by David Greenbaum （页面存档备份，存于）